# ميريكوكا فورسيوس
ميريكوكا فورسيوس (بالفنلندية: Merikukka Forsius)‏ (من مواليد 12 أغسطس 1972 ، في هلسنكي) هي سياسية فنلندية وعضو سابق في البرلمان الفنلندي ، وتمثل حزب الائتلاف الوطني المعتدل (Kokoomus). تم انتخابها لأول مرة في البرلمان عام 1999 من الرابطة الخضراء الفنلندية ، لكنها انشقت إلى حزب الائتلاف الوطني في عام 2008. كما كانت أيضًا عضوًا في مجلس مدينة فيتي من 1997 إلى 2003.
فورسيوس حاصلة على درجة الماجستير في التربية من جامعة توركو. تزوجت مرتين ولديها ولدين: دان (مواليد 2004) ناد جيم (مواليد 2008). كان زوجها الثاني هاري هاركيمو ، وهو والد ابنها الأول ، دان. تطلق فورسيوس وهاركيمو بعد ولادة دان. كانت فورسيوس في علاقة مع رئيس الوزراء ماتي فانهانين خلال فصلي الربيع والصيف 2007. في سبتمبر 2007 ، تمت خطبتها لمدير بلدية فيتي بيتري هاركونين ، لكنهما انفصلا في نوفمبر. ولد ابنهم ، جيم ، في ربيع عام 2008. تعيش فورسيوس حاليًا في فيتي مع أبنائها. في عام 2014 ، أعلن عن خطبة فورسيوس لمعلمة.

## روابط خارجية
- ميريكوكا فورسيوس على موقع رابطة محترفات التنس (الإنجليزية)
- ميريكوكا فورسيوس على موقع الاتحاد الدولي لكرة المضرب (الإنجليزية)